# شريف الشافعي
شريف الشافعي (10 يونيو 1972 -) هو شاعر مصري.

## حياته
ولد في مدينة منوف في 10 يونيو 1972.

## أعماله
صدرت له ثمانية دواوين، منها: «بينهما يصدأ الوقت» (القاهرة، 1994)، «الألوان ترتعد بشراهة» (القاهرة، 1999)، «كأنه قمري يحاصرني» (بيروت، 2013، دار الغاوون)، «هواء جدير بالقراءة»، «رسائل يحملها الدخان» (باللغتين: العربية والفرنسية، باريس، 2014، 2016، دار لارماتان، ترجمة منى لطيف)، «الأعمال الكاملة لإنسان آلي» (بيروت، القاهرة، دمشق، الولايات المتحدة، 2008-2024، في أربع طبعات عربية وإنجليزية).
أصدر الشافعي كتابًا بحثيًّا بعنوان «نجيب محفوظ: المكان الشعبيّ في رواياته بين الواقع والإبداع»، 2006، القاهرة، الدار المصرية اللبنانية، وقد اختيرت تجربته «الأعمال الكاملة لإنسان آلي» للتدريس في جامعة «آيوا» الأمريكية، وفي «جامعة الكويت»، وذلك بوصفها «إضافة حيوية إلى قصيدة النثر العربية»، و«نقطة التقاء حميمة بين الإبداع الورقي، والإبداع الإلكتروني». وتُرجمت أعمال الشافعي الشعرية في كتب منفردة وأنثولوجيات إلى لغات عدة، منها: الإنجليزية، الفرنسية، الإيطالية، الصينية.